# Olesicampe argentata
Olesicampe argentata är en stekelart som först beskrevs av Johann Ludwig Christian Gravenhorst 1829.  Olesicampe argentata ingår i släktet Olesicampe och familjen brokparasitsteklar. Arten är reproducerande i Sverige. Inga underarter finns listade i Catalogue of Life.